# Eutelia tripartita
Eutelia tripartita är en fjärilsart som beskrevs av Semper 1900. Eutelia tripartita ingår i släktet Eutelia och familjen nattflyn. Inga underarter finns listade i Catalogue of Life.